# Церковь Параскевы Пятницы (Белозерск)
Це́рковь Параске́вы Пя́тницы (Пя́тницкая це́рковь) — кирпичная православная церковь, построенная в городе Белозерске Вологодской области в 1791—1795 годах в стиле позднебарочной провинциальной архитектуры и освящённая в честь Святой великомученницы Параскевы Иконийской c приделом во имя Алексия, человека Божия. Объект культурного наследия России регионального значения.

## Описание

Церковь Параскевы Пятницы в начале XX века

Храм имел традиционную композицию (с востока на запад): апсида, основной объём, трапезная с южным приделом и колокольня. Такая же композиция имеется у другого белозерского храма — Покровской церкви. Основной объём — летний (холодный) храм — представлял собой восьмерик на четверике. Двухсветный четверик переходил в восьмерик при помощи тромпов. Восмерик был крыт высоким восьмилотковым гранёным барочным сводом, на котором имелся световой барабан. Трапезная — общая для летнего храма и зимнего тёплого придела — отделялась от придела деревянной застеклённой перегородкой и имела скатную крышу. Колокольня была квадратной в плане и имела три яруса. На первом ярусе колокольни был устроен крестовый свод. Её завершение имело форму колокола со шпилем.
У церкви был весьма лаконичный декор. По углам четверика имелись пары узких вертикальных тяг. Карниз под кровлей четверика был украшен рядом мелких дентикулов и состоял из нескольких полочек. Оконные проёмы четверика декорированы барочными наличниками «с ушами» и замковым камнем, однако «уши» в наличниках четверика выражены не так ярко, как в наличниках восьмерика. Также в оконных проёмах восьмерика имелись лучковые перемычки. Углы восьмерика скреплены широкими лопатками-пилястрами. Карниз восьмерика состоит из двух полочек. Также пилястрами оформлены углы первого и второго яруса колокольни. Оконные проёмы в колокольне также имели лучковые перемычки и барочные «ушастые» наличники с замковым камнем. Ярусы колокольни разделены трёхчастным карнизом из нескольких полочек.
В настоящее время апсида и трапезная утрачены. Западная и часть южной стены разрушены. От колокольни осталось только два яруса. Декоративное убранство интерьера не сохранилось.

## История
Территория, на которой расположена церковь, в XVI—XVIII веках находилась за границей города и относилась к Ямской слободе. Здесь проживали в основном ямщики, обслуживающие дороги на Кириллов и Ухтому. В слободе имелось несколько деревянных храмов, сменявших друг друга, пока в конце XVIII века не было начато строительство нового каменного храма. Храм строился на деньги прихожан и был, кроме того, мемориальным — в память белозёров, павших в Смутное время при защите родного края. При постройке храма сразу денег на колокольню не хватило, поэтому некоторое время использовалась деревянная звонница. Однако примерно через двадцать лет после постройки основного объёма колокольня всё же была завершена.
С приходом советской власти трапезная и придел были разрушены до фундамента. Основной объём храма использовался под склад горюче-смазочных материалов. Впоследствии церковь собирались снести: сломали верх колокольни, апсиду, барабан с главкой.
В 1978 году здание было взято под государственную охрану как памятник архитектуры регионального значения.
С 1988 года начаты работы по сохранению храма. Здание было расчищено от мусора и земли. Над колокольней была воздвигнута временная кровля. Частично были восстановлены стены трапезной, придела и апсиды. Однако после 1991 года закончилось финансирование, и восстановительные работы прекратились.
В настоящий момент церковь не используется и находится в аварийном состоянии.

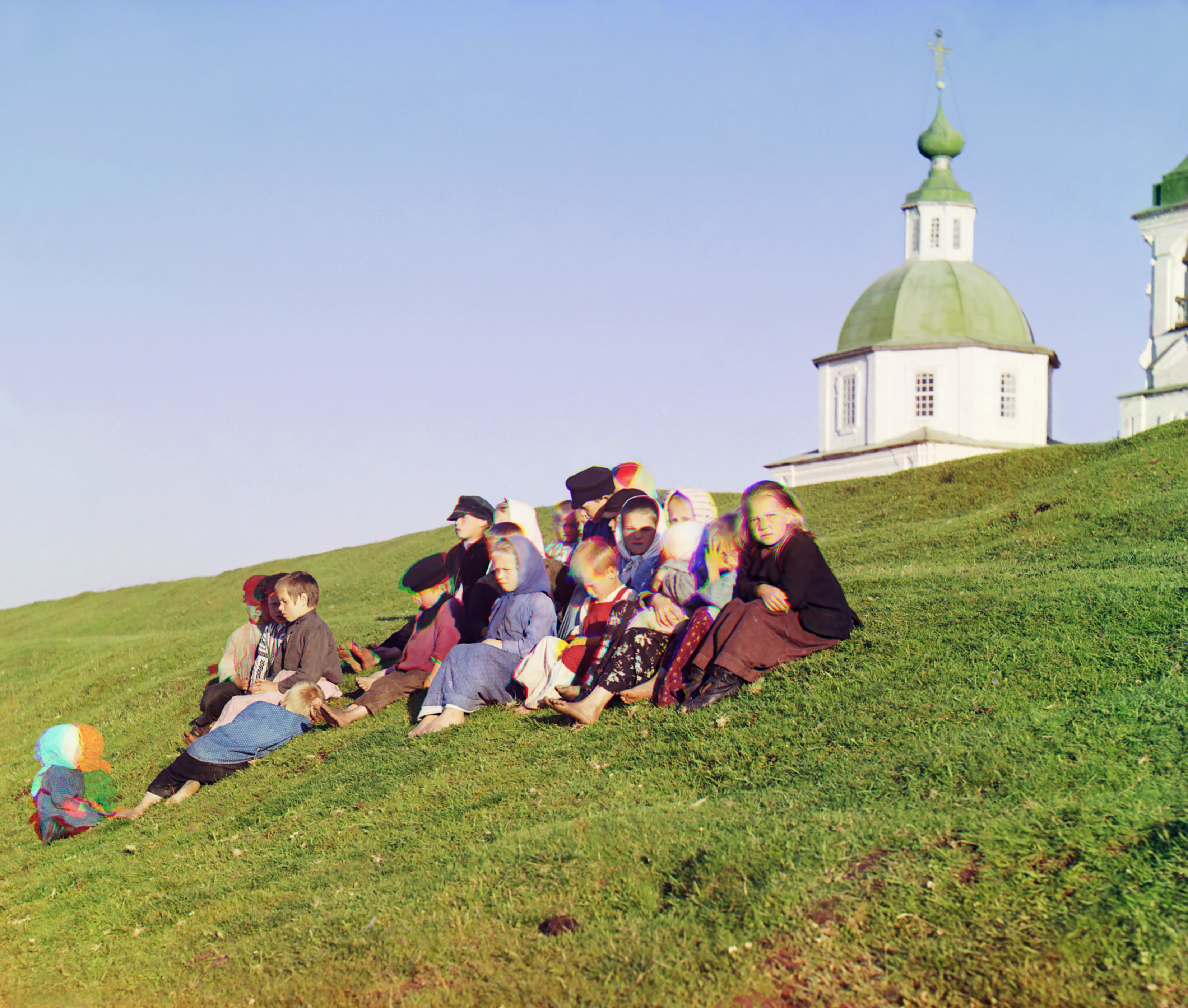
Восьмерик церкви с северной стороны. 1909 год
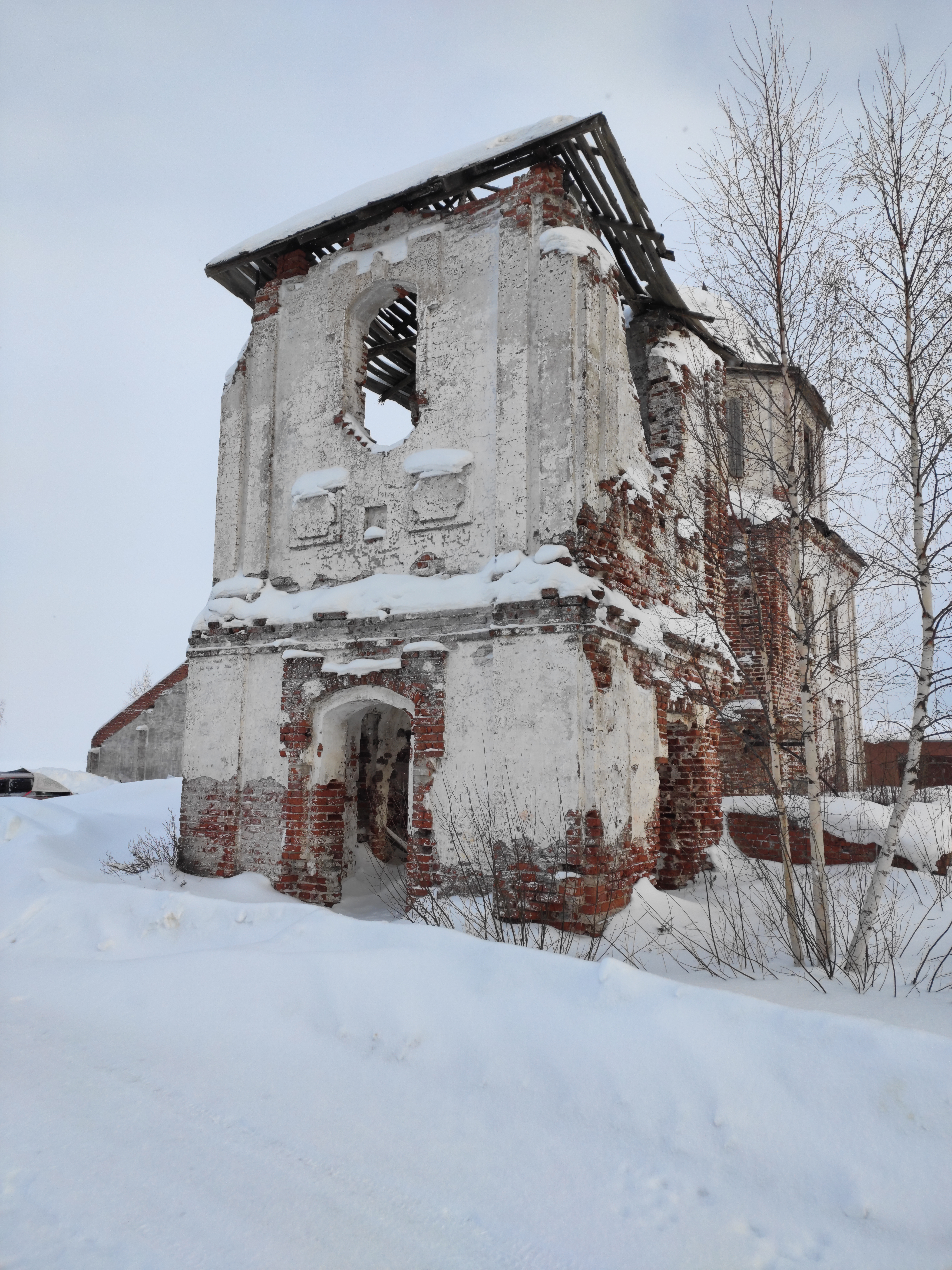
Колокольня церкви в 2022 году
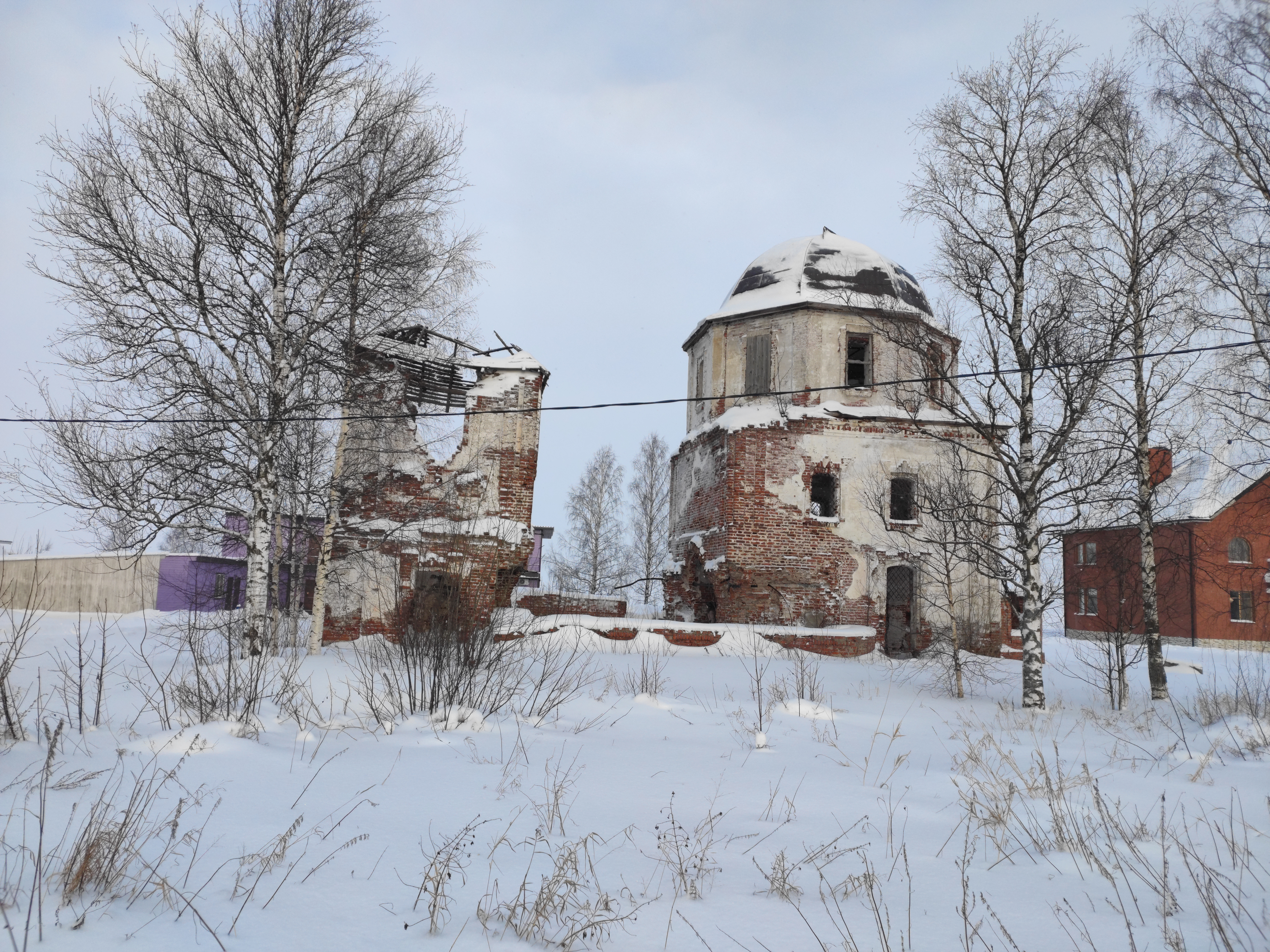
Южный фасад церкви в 2022 году